# 奧徹耶丹鎮區 (愛荷華州奧西歐拉縣)
奧徹耶丹鎮區（英語：Ocheyedan Township）是位於美國愛荷華州奧西歐拉縣的一個行政鎮區。

## 地方資料
根據2010年美國人口普查的數據，奧徹耶丹鎮區的面積為93.27平方千米，當中陸地面積為93.18平方千米，而水域面積為0.09平方千米。當地共有人口683人，而人口密度為每平方千米7.32人。